# Цианиана Блекстоун
Цианиана Редфедър Блекстоун (на английски: Tsianiana Redfeather Blackstone; псевдоним Принцеса Червено перо) е певица от племето Мускоги, изпълнителка и индианска активистка, родена в Еуфола, Оклахома. Тя е родена от родители Чероки и Крийк и се откроява от своите 9 братя и сестри музикално. От 1908 г. тя обикаля редовно с Чарлз Уейкфийлд Кадман, композитор и пианист, който изнася лекции за музиката на индианците, придружени от негови композиции и нейно пеене. Той композира произведения на класическа основа, свързани с индианисткото движение. Те се представят на турнета в САЩ и Европа.
Тя си сътрудничи с него и Неле Ричмънд Еберхарт върху либретото на операта „Жената Робин“, 1918 г., която се основава на нейните полуавтобиографични истории и съвременни проблеми за индианците. Премиерата е в Метрополитън опера. Цианиана Блекстоун пее главната роля, когато операта е на турне, като прави своя дебют, когато произведението е изпълнено в Денвър през 1924 г., а също така участва в него и в Лос Анджелис през 1926 г.
След изпълнителската си кариера тя работи като активист за образованието на индианците, съосновавайки Фондацията за образование на американските коренни жители (AIEF). Тя също така подкрепя индианската археология и етнология, като служи в борда на мениджърите на Училището за американски изследвания, основано в Санта Фе от Алис Кънингам Флетчър.